# Брауде (лунный кратер)
Кратер Брауде (лат. Braude) — маленький ударный кратер находящийся в южной приполярной области на обратной стороне Луны. Название дано в честь советского и украинского радиофизика и радиоастронома Семёна Яковлевича Брауде (1911—2003) и утверждено Международным астрономическим союзом в 2009 г. Сведения о периоде образования кратера отсутствуют.

## Описание кратера
Ближайшими соседями кратера являются крупный кратер Нефедьев на западе; гигантский кратер Шрёдингер на северо-западе; небольшой кратер Лаверан на востоке и кратер Вихерт на юге. Селенографические координаты центра кратера 81°49′ ю. ш. 158°53′ в. д. / 81,82° ю. ш. 158,88° в. д., диаметр 11,3 км, глубина 1,8 км.
Кратер имеет чашеобразную форму. Высота вала над окружающей местностью 420 м. Объем кратера составляет приблизительно 60 км³.

## Сателлитные кратеры
Отсутствуют.